# Видобування нафти вторинне
Видобування нафти вторинне, (англ. secondary oil production; нім. Sekundärer-dölförderung f) — розробка енергетично виснажених нафтових пластів нагнітанням у них води або газу.
Відмінність В.н.в. від розробки з підтримуванням пластового тиску (ППТ) — введення енергії в пласт після виснаження його власної енергії. Фізична суть витіснення нафти з пласта в обох випадках однакова. У зв'язку з широким поширенням методів ППТ (85 % всього видобутку нафти) термін «В.н.в.» у нас своє значення втратив. У США під В.н.в. розуміють також відповідну розробку як виснажених, так і невиснажених пластів відразу після періоду первинного видобування на будь-якій стадії.
Син. — Вторинні методи видобування нафти (англ. secondary methods of oil recovery (oil recovery increase); нім. Sekundärförderung f von Erdöl n (Erhöhung f von Erdölförderung f) — те ж саме, що й видобування нафти вторинне.